# Protaetia laevicostata
Protaetia laevicostata är en skalbaggsart som beskrevs av Leon Fairmaire 1889. Protaetia laevicostata ingår i släktet Protaetia och familjen Cetoniidae. Inga underarter finns listade i Catalogue of Life.